# 诺基亚6020
诺基亚6020和6021均为诺基亚公司生产的手机，以Series 40為作業系統平台。它们之间的区别是6020多了一个摄像头，而6021则多了蓝牙的支持。诺基亚6020发表于2004年11月。

## 功能列表
- 诺基亚6020有一些额外的菜单内容，例如应用程序，组织管理器，图库和多媒体
- 拥有便利的五维导航键[2]
- 能够使用VGA分辨率的摄像头照相和录影
- 60万像素的摄像头拥有四种拍摄模式，分别是：标准，人像，夜景和录像
- 拥有2.5M的内置内存
- 能够通过USB的数据线将内存中的相片，视频和音频片段传输到电脑上
- 能够拍摄持续50秒的高质量的有声片段
- 65535色的显示屏
- 录音机最多可录音5分钟
- 支援Push talk[3]
- 能够通过诺基亚PC套件或者SyncML与电脑同步数据
- 内置高速互联网浏览器，能够通过EDGE或者GPRS上网[4]
- 支援红外通讯
- 最初版本的诺基亚6020并不支持MP3文件格式，但是固件版本在4.50及之后的能够将MP3文件作为铃声[5]

1. ↑  . www.esato.com.   [16 April 2018]. （原始内容存档于2021-08-18）.
2. ↑   (PDF). nds2.webapps.microsoft.com.   [2018-12-21]. （原始内容存档 (PDF)于2021-08-18）.
3. ↑  staff, CNET Australia. . CNET.   [2018-12-21]. （原始内容存档于2019-04-05） （英语）.
4. ↑   (PDF). nds2.webapps.microsoft.com.   [2018-12-21]. （原始内容存档 (PDF)于2021-08-18）.
5. ↑  o.o, gsmchoice com / PIK Sp z. . www.gsmchoice.com.   [2018-12-21]. （原始内容存档于2021-08-18） （英语）.